# Osakas tunnelbana

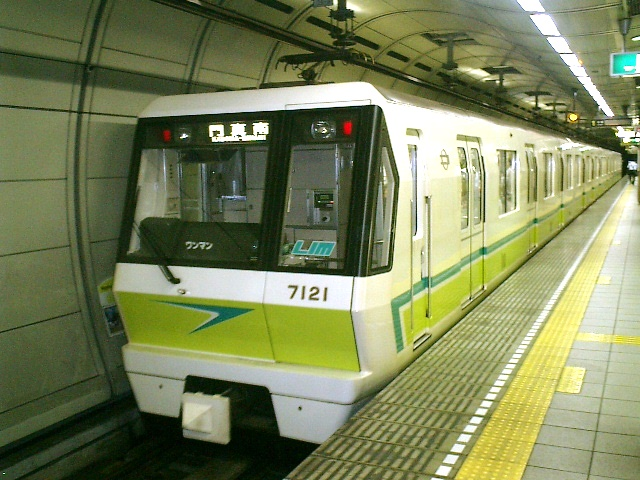
Tunnelbanetåg på linjen Nagahori Tsurumi-Ryokuchi med lineärmotordrift

Osaka Metros logotyp

Osakas tunnelbana, Osaka Metro, är tunnelbanesystemet i den japanska staden Osaka, som öppnade 1933. Idag är hela systemet totalt 129,9 km långt, fördelat på åtta linjer. Totalt finns 99 tunnelbanestationer. 
Fram till 31 mars 2018 drevs Osakas tunnelbana av en kommunal förvaltning, Ōsaka-shi Kōtsū-kyoku (Osaka Municipal Transportation Bureau). Den 1 april 2018 övertog det kommunägda bolaget  Ōsaka Kōsoku Denki Kidō (Osaka Rapid Electric Tramway) driften av tunnelbanan. Bolaget använder varumärket Osaka Metro på såväl japanska som engelska.
Till skillnad från Tokyos tunnelbana som har mycket genomgående trafik med de regionala pendeltågslinjerna har Osaka stad haft en restriktiv hållning mot privata järnvägsaktörer i stadskärnan. Osakas tunnelbanenät inte varit så sambyggt med järnvägen. Inställningen till detta har successivt ändrats sedan 1970-talet och vissa linjer har byggts ihop med befintliga järnvägar. Den första som från början anpassades för att tillåta genomgående trafik var Sakaisujilinjen som drivs med en annan spänning än de tidigare och kontaktledning i taket för att den skulle kunna byggas ihop med Hankyu senri.

## Historia
Det första kommunala kollektivtrafiksystemet i Osaka var färjor som kördes på kanalerna. Den första elektriska spårvägen byggdes 1903. Tack vare Osakas många kanaler var det svårt att bygga spårvägar och Osaka kom därför att bygga ut spårvägssystemet långsammare än Tokyo. På 1930-talet blev trafiken så tät att spårvagnarna blev för ineffektiva. Staden beslöt då att bygga en tunnelbana. Första sträckan som byggdes var mellan Umeda och Shinsaibashi som idag är en del av Midōsuji-linjen, den öppnades 1933. I efterkrigstiden blev trafiksituationen snabbt värre i staden och inför världsutställningen i Osaka 1970 gjordes stora satsningar på att bygga ut tunnelbanenätet så att de sista spårvagnarna togs ur drift 1969.

## Kartor

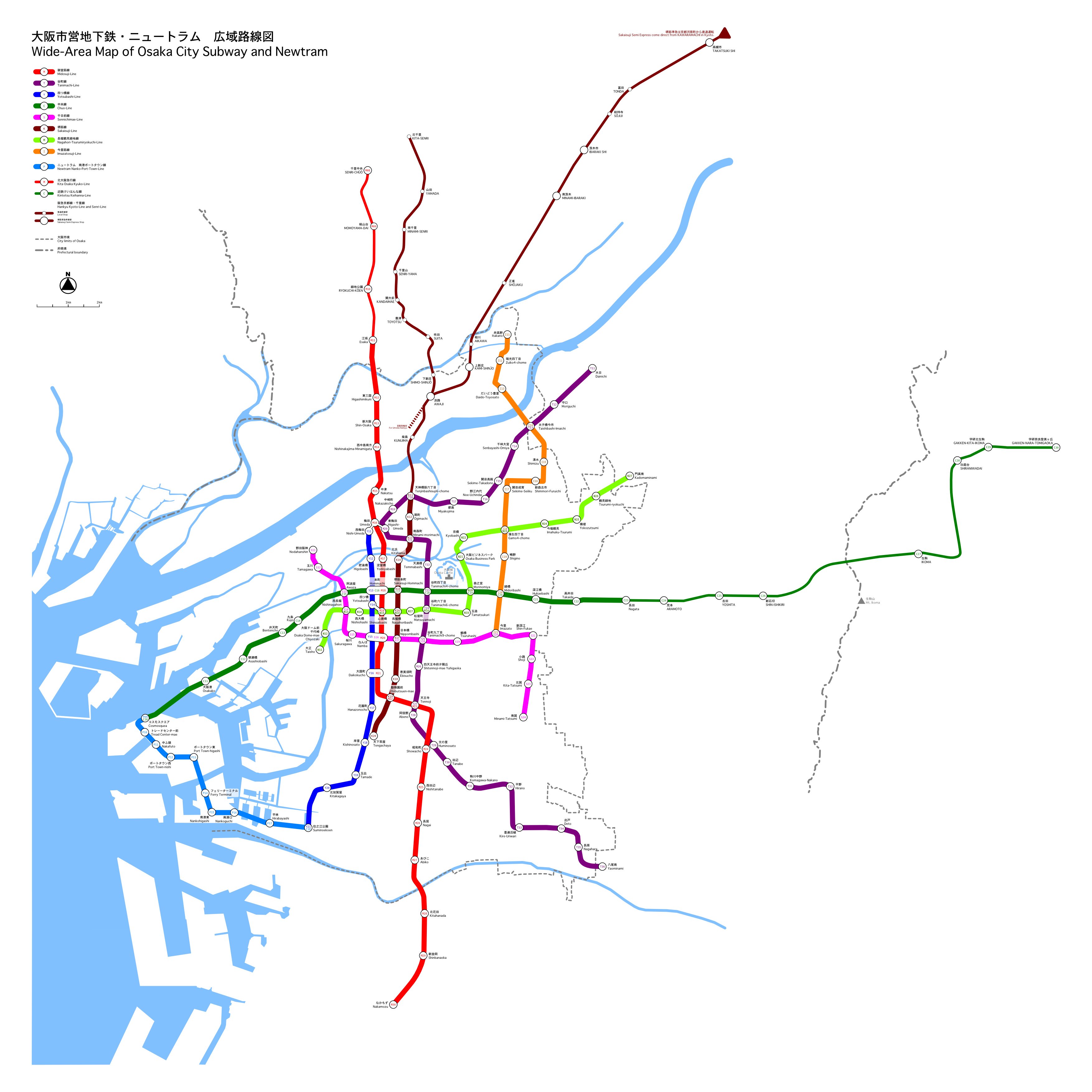
Osakas tunnelbanenät med järnvägar som har genomgående trafik till detta samt Newtram.

## Linjer
| Öppnad | Linje                     | Sträcka                              | Längd km | Stationer |
| ------ | ------------------------- | ------------------------------------ | -------- | --------- |
| 1933   | Midosuji                  | Esaka ↔ Nakamozu                     | 24,5 km  | 20        |
| 1967   | Tanimachi                 | Dainichi ↔ Yaominami                 | 28.1 km  | 26        |
| 1942   | Yotsubashi                | Nishi-Umeda ↔ Suminoekoen            | 11,4 km  | 11        |
| 1961   | Chuo                      | Cosmosquare ↔ Nagata                 | 17,9 km  | 14        |
| 1969   | Sennichimae               | Noda-hanshin ↔ Minami-Tatsumi        | 12,6 km  | 14        |
| 1969   | Sakaisuji                 | Tenjinbashisuji-6-chome ↔ Tengachaya | 8,5 km   | 10        |
| 1990   | Nagahori-Tsurumi-ryokuchi | Kadoma-Minami ↔ Taisho               | 15 km    | 17        |
| 2006   | Imazatosuji               | Imazato ↔ Itakano                    | 11,9 km  | 11        |